# Microrregión de las Chapadas del Extremo Sur Piauiense
La microrregión de las Chapadas del Extremo Sur Piauiense es una de las microrregiones del estado brasileño del Piauí perteneciente a la mesorregión Sudoeste Piauiense. Su población según el censo de 2010 es de 82.584 habitantes y está dividida en nueve municipios. Su población está formada por una mayoría de negros y mulatos 62.1, blancos de origen portugués y árabe 20.6, caboclos( mestizo de indios y blancos)16.9, asiáticos 232 0.3 e indígenas 0.1, habitaban en 2010 la región según el IBGE 42 indígenas Posee un área total de 17.845,741 km².

## Municipios
- Avelino Lopes
- Corrente
- Cristalândia do Piauí
- Curimatá
- Júlio Borges
- Morro Cabeça no Tempo
- Parnaguá
- Riacho Frio
- Sebastião Barros

- Datos: Q2325301